# Veljko Ugrinić
Veljko Ugrinić (Stara Gradiška, 28. prosinca 1885. – Zagreb, 15. srpnja 1958.) je bio hrvatski nogometni stručnjak, atletičar, poznati zagrebački športski radnik i svestrani aktivni športaš. Bio je članom športskog društva Concordije iz Zagreba.
Nogometom se bavio od 1903. godine. Jednim je od suosnivača PNIŠK-a. Bavio se lakom atletikom. 1906. je pobijedio na prvoj priredbi koja se je održala u Zagrebu. Natjecao se u disciplini trčanje 3000 m (trčalo se od Dubrave do Zagreba) i na 100 m. 
Nakon što je završio Prvi svjetski rat, djeluje pri atletičarskom odjelu Concordije. 1919. je bio suosnivačem i prvim predsjednikom Lakoatletskog saveza Hrvatske i Slavonije te Jugoslavenskog lakoatletskog saveza 1921., čijim je čelnikom bio sve do 1937. godine. Od 1919. sve do 1937. bio je članom Jugoslavenskog olimpijskog odbora.
Kad je bio osnivan Jugoslavenski nogometni savez, na osnivačkoj sjednici bila su zastupljena nogometna središta: Beograd, Karlovac, Niš, Novi Sad, Osijek, Požega, Sisak, Skoplje, Slavonski Brod, Split, Valjevo, Varaždin i Zagreb (7 zagrebačkih klubova). Osnivačku sjednicu vodio je Hinko Würth koji je izabran za prvog predsjednika JNS-a. Prvim tajnikom Saveza postao je dr. Fran Šuklje. Priznata su nogometna pravila koja je preveo dr. Milovan Zoričić. Prof. Franjo Bučar je predviđen za predstavnika u FIFA-i, a izbornikom reprezentacije je postao Veljko Ugrinić. Vodio ju je od 1920. do 1924. godine. Reprezentaciju je vodio na Olimpijskim igrama 1920., a bio je smijenjen uoči Olimpijskih igara 1924., jer su u savezu radije odlučili smijeniti trenera nego promijeniti problematične igrače. Kao trener, tri je puta pobijedio, jednom je igrao neriješeno te šest puta izgubio. Reprezentacija je pod njegovim vođenjem napredovala. Unutar samo dvije godine uspjela je pobijediti momčadi od kojih je prije dvije godine (teško) izgubila (Čehoslovačka 1920. 0:7 i 1921. 1:6, 1922. 4:3, Poljska, Rumunjska).
Predsjedao je Jugoslavenskim nogometnim savezom od 1923. do 1924., naslijedivši Miroslava Petanjka. Ugrinića je na mjestu predsjednika naslijedio Hinko Würth.
Bio je godine bio jednim od suosnivača Balkanskih atletskih igara. 1934. je bio organizirao 5. Balkanske atletske igre u Zagrebu. Četiri godine je godine predsjedao Interbalkanskim komitetom. 
15. travnja 1936. je u Zagrebu održana utemeljiteljska skupština jugoslavenskog hokejskog (hockey) saveza. Na toj je sjednici za predsjednika saveza izabran Veljko Ugrinić.
Dok je trajao Travanjski rat 1941. nekoliko su ga puta uhitili i zatvorili. 
Zadnji put se je natjecao u atletici 1947. za Omladinsko studentsko fiskulturno društvo Mladost. Osim toga, poslije rata organizirao je u Hrvatskoj streljačka natjecanja. Obnašao je razne visoke športske dužnosti, pa je potpredsjedao Fiskulturnim savezom Hrvatske, bio odbornikom Komiteta za fiskulturu Hrvatske, predsjedao je Atletskim savezom Hrvatske te je bio član inim športskim i društvenim organizacijama na razini grada Zagreba, Hrvatske te Jugoslavije.

## Vanjske poveznice
- EU-football Manager Veljko Ugrinić